# Études sur l'enfance

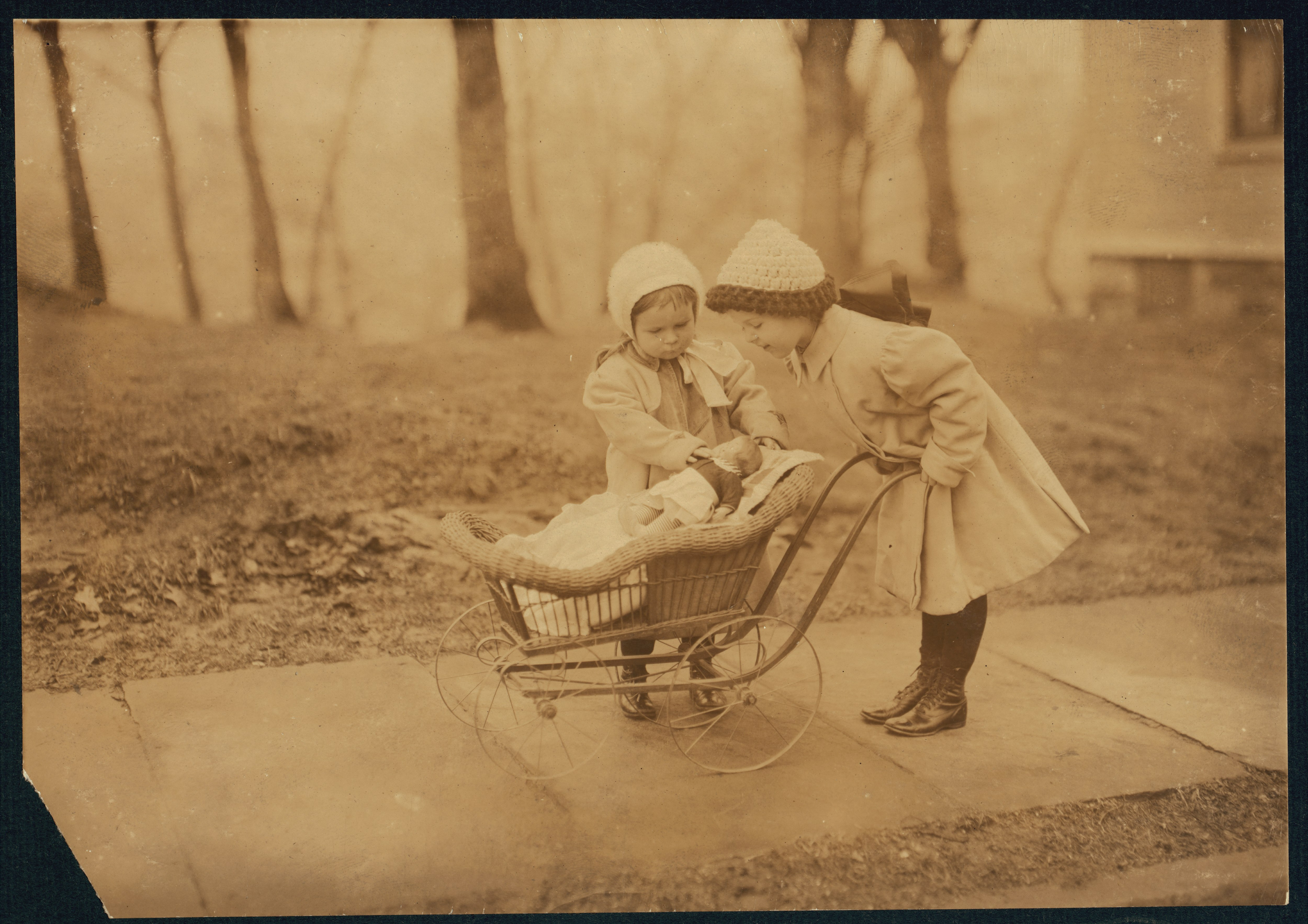
Enfants jouant à la poupée

Les études sur l'enfance (en anglais : Childhood Studies) sont un courant de recherche d'origine anglo-saxonne, qui, comme les études culturelles (cultural studies), est une pratique interdisciplinaire. Fondées au collège de Brooklyn de l'université de la ville de New York en 1991, elles se donnent pour objet d'étudier l'enfance pour elle-même, en soi, et non en relation avec la famille ou l'école. Voulant opérer une approche unifiée de l'enfance et de la jeunesse, les Childhood Studies empruntent tant aux arts, aux humanités, qu'aux sciences sociales, à la médecine, ou au droit,.

## Ouvrages et articles
- James Allison & James Adrian, « Key Concepts in Childhood Studies », Sage Publications, 2008.
- James Allison & Alan Prout, « Constructing and Reconstructing Childhood: Contemporary Issues in the Sociological Study of Childhood », Routledge, 1997
- Robin Bernstein, Racial Innocence: Performing American Childhood from Slavery to Civil Rights, New York: New York University Press, 2011.
- Vibiana Bowman (dir.), Scholarly Resources for Children and Childhood Studies: A Research Guide and Annotated Bibliography. Lanham, MD: Scarecrow Press, 2007.
- John Cleverley & D.C. Phillips, « Visions of Childhood: Influential Models from Locke to Spock », New York, Teachers College Press, 1986.
- William Corsaro, « The Sociology of Childhood »,Pine Forge Press, 2004
- Ira J. Hadnot, « Lenzer Champions Growing Field of Children's Studies », The Dallas Morning News. 21 juin 1998, Sec J p. 1.
- John Hood-Williams & John Fitz, « Sociology of Childhood », British Journal of Sociology of Education, vol.4, 1983/1, p. 99-105, [lire en ligne]
- Mary Jane Kehily, An Introduction to Childhood Studies. Oxford, UK: Open University Press, 2004.
- Julie Thompson Klein, Interdisciplinarity: History, Theory, and Practice. Detroit, MI: Wayne State University Press, 1990.
- Anthony Krupp, Reason's Children: Childhood in Early Modern Philosophy. Bucknell University Press, 2009.
- Gertrud Lenzer, « Children's Studies: Beginnings and Purposes », The Lion and the Unicorn, Johns Hopkins University Press. (25): 181-186, 2001.
- Karin Lesnik-Oberstein (dir.), Children in Culture, Revisited: Further Approaches to Childhood. London: Palgrave, 2011
- Berry Mayall, « Towards a Sociology for Childhood: Thinking from Children's Lives », Open University Press, 2002.
- Jean Mills & Richard Mills, Childhood Studies: A Reader in Perspectives of Childhood. London: Routledge, 2000.
- Alan Prout, The Future of Childhood. Towards the Interdisciplinary Study of Childhood London, Routledge, 2005
- Jens Qvortrup, William Corsaro & Michael Honig (dir.), The Palgrave handbook of childhood studies, Basingstoke, Palgrave Macmillan, 2009   (ISBN 978-0-230-53260-1)
- Edward Rothstein, « How Childhood Has Changed! (Adults, Too) ».  The New York Times. February 14. p. B7, B9, 1998.
- Régine Sirota : 
  - Sociologie de l’enfance et sociologie de l’éducation : va-et-vient, Éducation et sociétés, 2017/2 (no 40), p. 105-121 [lire en ligne].
  - « French Childhood Sociology : An Unusual, Minor Topic or Well-Defined Field? », Current Sociology, vol. 58, no 2, p. 250-271 [lire en ligne].
- Karen Wells, Childhood in a Global Perspective. Polity, 2009   (ISBN 978-0-745-68494-9)

### Revues
- Childhood (journal) (en)
- Global Studies of Childhood
- Journal of the History of Childhood and Youth (en)
- Sociological Studies of Childhood